# 여자만

여자만(汝自灣)은 대한민국 전라남도 여수시 화정면의 여자도를 중심으로 여수시, 고흥군, 보성군, 순천시 지역에 걸쳐 위치한 만이다. 여자만의 전체 면적은 318.17km2이고, 여수시가 차지하는 면적이 가장 넓은 162.55km2로 51.1%를 차지한다. 순천만은 여자만에 포함된 순천지역의 작은 만으로 전체 면적의 10%를 차지한다. 여자만의 갯벌 면적은 85.57km2이며, 여자만 면적 318.17km2의 26.9%를 차지한다. 여자만의 도서 면적은 9.31km2이며, 여자만 면적의 2.9%를 차지한다.

## 상세
여자만의 해양환경과 지형ㆍ지질으로 암질은 백악기 경상계 유천층군 안산암 및 안산암질 응회암, 유문암 및 유문암질 응회암이며, 소규모로 신성리층이 분포하고 일부 반암류들이 관입하고 있다. 여자만의 폭은 남북으로 약 30km이고 동서로 약 22km이며 평균 수심은 5.4m이다. 남쪽 만 입구는 폭이 6km로 반 폐쇄성 해역을 이루고 있다. 여자만 입구인 조발수도(여수시 화정면)의 수심은 30~40m이고 만의 해수 유통은 이 수로를 통해 이루어진다.
여자만의 조석은 반일주조가 우세한 조석형태로서 일조부등이 심하고, 최대조석차는 만 중앙인 여자도 근처에 422cm, 만 입구인 낭도(여수시 화정면) 근처에서는 388cm로 나타난다. 수온은 여름철에는 21~27℃, 겨울철에는 0~6℃, 봄철에는 12~15℃의 분포를 보인다. 여자만은 육지로 둘러싸여 외해수 와의 해수교환이 원활하지 못해 장마 및 강우 시 일시적인 염분하강을 형성하기도 한다.

## 명칭 유래
여자만(汝自灣)은 여수시 해역에 있는 만(灣)의 중앙에 위치한 섬 명칭이 여자도(汝自島)에서 유래 된 것으로 여자만(汝自灣)으로 부르는 해역이다.

## 자연환경
여자만 내로 연화천·화양천·죽림천 등의 하천이 유입되며, 여자만 해역의 수온은 4.7~25.9℃ 내외로, 북부 지역이 평균 16.25℃로서 상대적으로 높은 온도를 보인다. 염분도는 29.04~33.71%로 순천시에서 유입되는 이사천 하구와 벌교천 하구에서 최저 염분을 보이며 안쪽으로 들어올수록 다소 높게 나타난다. 여자만은 주변 육지로부터 큰 강의 유입은 없으나 소하천들이 모이는 곳으로 민물의 유입량이 매우 적은 전형적인 해안 만입형이다. 특히, 율촌면 연화천 하구 일대는 아직 학회에 보고되지는 않았지만 해성 단구 지형으로 추정되는 해안 단구지형이 관찰된다. 해성 단구란 해성 경사 파식면이나 천해저(淺海底) 침식면 등과 같이 해식에 의해 평탄화된 침식 저지가 수면에 떠올라가 단구면을 이루거나 해성 퇴적저지인 해안평야나 천해저의 퇴적면이 단구화된 지형을 말한다. 여자만 지역의 연평균 강수량은 1,308㎜ 정도로 다른 지역보다 비교적 많은 편이며, 해양성 기후의 특징을 보인다. 남해안의 개펄은 보통 사질성이 풍부하게 나타나는 것이 특징인데 반해 여자만의 개펄은 점토질이 많다. 이는 동천과 이사천이 남해안으로 유입하면서 많은 미세질의 점토를 퇴적시켰기 때문이다. 얼마 전에는 하천이 직강화되어 유속이 빨라져 퇴적물들이 빠른 속도로 외해로 흘러나가고 있다. 그 때문에 여자만의 개펄은 점점 넓어지고 있다. 여자만의 하천 주변을 중심으로 사초, 갈대, 억새들이 자생 군락을 이루고 있고, 염습지 식물의 일종이며 새들의 먹이가 되는 칠면초가 군락을 이루고 있다. 특히, 넓은 갈대 군락은 새들에게 은신처, 먹이를 제공하고 주변의 논 역시 새들의 먹이 채식지가 되어주고 있다. 그리고 바다가 조용하고 조수의 영향으로 물과 영양 물질이 주기적으로 교환되어 개펄의 생산력을 높여준다. 이렇게 안정된 생태계를 이루는 여자만은 국제 보호조인 흑두루미와 검은머리갈매기가 세계 전 개체의 약 1% 이상이 서식하고 있을 뿐 아니라, 재두루미도 발견되고 있다. 그 외에도 저어새와 황새의 발견 기록이 있으며, 혹부리오리가 세계 전 개체의 약 18%가 서식하고 있다. 또 민물도요는 세계 전 개체의 약 7%가 서식하고 있다.